# Sarcostemma
Sarcostemma es un género de plantas con flores con  108 especies de la familia Apocynaceae (orden Gentianales). Se distribuyen por las regiones tropicales de África, Asia y Australia. Son lianas trepadoras, raramente erectas, suculentas con la base maderable. Las hojas son reducidas y pronto se pierden. Se encuentran en cimas como umbelas, sésiles extra axilares.   

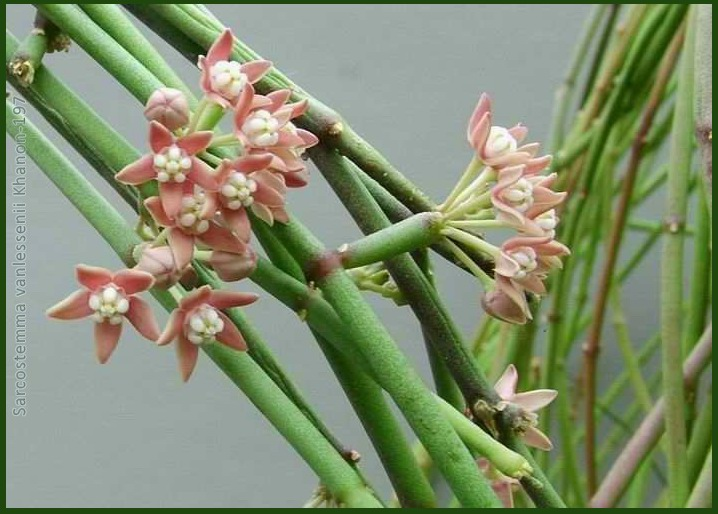
Sarcostemma vanlessenii.

## Taxonomía
El género fue descrito por Robert Brown y publicado en Prodromus Florae Novae Hollandiae 463. 1810. La especie tipo es: Sarcostemma viminale.
Etimología
Sarcostemma: nombre genérico que proviene del griego sarx = carnoso y stemma que significa "corona", hace alusión a la corona floral carnosa.

## Especies
1. Sarcostemma acidum (Roxb.) Voigt
2. Sarcostemma andinum (Ball) R.W. Holm. - Perú
3. Sarcostemma angustissima R.W.Holm - Galápagos
4. Sarcostemma arenarium Decne. ex Benth. - Baja California Sur
5. Sarcostemma bilobum Hook. & Arn.
6. Sarcostemma clausum (Jacq.) Schult.
7. Sarcostemma crispum Benth. - Aguascalientes en México
8. Sarcostemma cynanchoides Decne. - Coahuila en México
9. Sarcostemma elegans Decne. - México
10. Sarcostemma glaucum Kunth - Venezuela, Colombia, Panamá, Perú
11. Sarcostemma hirtellum (A.Gray) R.W.Holm - California, Arizona, Nevada
12. Sarcostemma lindenianum Decne. - Honduras, Yucatán
13. Sarcostemma lobatum Waterf. - Oklahoma
14. Sarcostemma madagascariense Desc. -  Madagascar
15. Sarcostemma pearsonii N.E.Br. - Namibia
16. Sarcostemma refractum (Donn. Sm.) L.O. Williams - Chiapas, Guatemala
17. Sarcostemma secamone (L.) Bennett - India
18. Sarcostemma socotranum
19. Sarcostemma stocksii Hook.f. - Pakistán
20. Sarcostemma torreyi (A. Gray) Woodson - Texas, NE Mexico
21. Sarcostemma welwitschii Hiern. - Angola

Anteriormente incluidas y trasladadas a otros géneros (Cynanchum, Funastrum, Leptadenia, Philibertia, Tetraphysa)
1. S. antsiranense, syn of  Cynanchum antsiranense
2. S. aphyllum, syn of  Cynanchum viminale
3. S. campanulatum, syn of  Philibertia campanulata
4. S. carpophylloides, syn of  Funastrum gracile
5. S. decorsei, syn of Cynanchum decorsei
6. S. donianum, syn of  Philibertia gilliesii
7. S. elachistemmoides, syn of Cynanchum elachistemmoides
8. S. esculentum, syn of Oxystelma esculentum
9. S. flavum, syn of  Funastrum flavum
10. S. gilliesii, syn of  Philibertia gilliesii
11. S. gracile, syn of  Funastrum gracile
12. S. grandiflorum, syn of  Philibertia gilliesii
13. S. hastatum, syn of Philibertia solanoides
14. S. implicatum, syn of  Cynanchum implicatum
15. S. incanum, syn of  Philibertia gilliesii
16. S. insigne, syn of  Cynanchum insigne
17. S. lehmannii, syn of Tetraphysa lehmannii
18. S. lysimachioides, syn of  Philibertia lysimachioides
19. S. marsupiflorum, syn of  Philibertia solanoides
20. S. mauritianum, syn of  Cynanchum luteifluens
21. S. membranaceum, syn of  Cynanchum membranaceum
22. S. mulanjense, syn of  Cynanchum viminale subsp. mulanjense
23. S. odontolepis, syn of  Cynanchum viminale subsp. odontolepis
24. S. odoratum, syn of  Funastrum odoratum
25. S. oresbium, syn of Cynanchum oresbium
26. S. pannosum, syn of  Funastrum pannosum
27. S. pyrotechnicum, syn of  Leptadenia pyrotechnica
28. S. quadriflorum, syn of Philibertia solanoides
29. S. resiliens, syn of  Cynanchum resiliens
30. S. rotundifolium, syn of  Funastrum pannosum
31. S. solanoides, syn of Philibertia solanoides
32. S. stipitaceum, syn of Cynanchum viminale subsp. stipitaceum
33. S. stipitatum'', syn of  Philibertia stipitata
34. S. stoloniferum, syn of Cynanchum stoloniferum
35. S. tetrapterum, syn of Cynanchum viminale
36. S. tomentellum, syn of  Funastrum pannosum
37. S. trichopetalum, syn of  Funastrum trichopetalum
38. S. vailiae, syn of  Philibertia picta
39. S. vanlessenii, syn of  Cynanchum vanlessenii
40. S. variifolium, syn of Philibertia solanoides
41. S. viminale, syn of Cynanchum viminale